# Simaetha gongi
Simaetha gongi is een spinnensoort in de taxonomische indeling van de springspinnen (Salticidae).
Het dier behoort tot het geslacht Simaetha. De wetenschappelijke naam van de soort werd voor het eerst geldig gepubliceerd in 2000 door Peng, Gong & Joo-Pil Kim.